# Љиљана Седлар
Љиљана Седлар (Београд, 1. новембар 1943 — 21. март 2023) била је српска глумица.
Била је запослена у Београдском драмском позоришту од 1969. до одласка у пензију 1998. године. Била је у периоду 1995−1997. управница тог позоришта.

## Улоге
| Год.       | Назив                                  | Улога                    | Напомена           |
| ---------- | -------------------------------------- | ------------------------ | ------------------ |
| 1960-е     |                                        |                          |                    |
| 1968.      | Максим нашег доба                      | гимназијалка / Мишка     | ТВ серија, 2 еп.   |
| 1968.      | Под стакленим звоном                   | —                        |                    |
| 1969.      | Младићи и девојке 2                    | —                        | ТВ серија          |
| 1969.      | Бело као снег и гипс                   | —                        |                    |
| 1970-е     |                                        |                          |                    |
| 1975.      | Отписани                               | Стеванова жена           | ТВ серија, 2 еп.   |
| 1976.      | Повратак отписаних                     | Станкова жена            |                    |
| 1977.      | Избирачица                             | Савета                   |                    |
| 1977—1980. | Ласно је научити, него је мука одучити | мајка Зора               | ТВ серија, 33 еп.  |
| 1978.      | Повратак отписаних                     | Станкова жена            | ТВ серија, 1 еп.   |
| 1980-е     |                                        |                          |                    |
| 1981.      | Доротеј                                | —                        |                    |
| 1982.      | Савамала                               | Адина мајка              |                    |
| 1982.      | Мој тата на одређено време             | судиница                 |                    |
| 1983.      | Велики транспорт                       | —                        |                    |
| 1983.      | Тимочка буна                           | —                        |                    |
| 1983.      | Последње совуљаге и први петли         | Софија, Тадијина супруга |                    |
| 1984.      | Не тако давно                          | —                        | мини-серија, 1 еп. |
| 1984.      | Андрић и Гоја                          | —                        |                    |
| 1984.      | Чај у пет                              | медицинска сестра        |                    |
| 1985.      | Држање за ваздух                       | Светланина стрина        |                    |
| 1985.      | Жикина династија                       | —                        |                    |
| 1985.      | У затвору                              | Марија Станић            |                    |
| 1986.      | Протестни албум                        | Хермина                  |                    |
| 1986.      | Развод на одређено време               | судиница                 |                    |
| 1986.      | Свечана обавеза                        | шалтерска службеница     |                    |
| 1987.      | Бољи живот: Новогодишњи специјал       | Дуда Павловић            |                    |
| 1987—1988. | Бољи живот                             | Дуда Павловић            | ТВ серија, 20 еп.  |
| 1988.      | Шпијун на штиклама                     | Божурова жена            |                    |
| 1990-е     |                                        |                          |                    |
| 1993.      | Кажи зашто ме остави                   | Пеђина мама              |                    |
| 1997.      | Враћање                                | Олга                     |                    |